# Pic dels Aspres
Pic dels Aspres är en bergstopp i Andorra. Den ligger i parroquian La Massana, i den västra delen av landet. Toppen på Pic dels Aspres är 2 562 meter över havet. Pic dels Aspres ligger vid sjön Estany de les Truites.
Den högsta punkten i närheten är Pic de Coma Pedrosa, 2 943 meter över havet, 2,1 kilometer norr om Pic dels Aspres.
I trakten runt Pic dels Aspres förekommer i huvudsak kala bergstoppar och gräsmarker.